# سالاكة ثانية
سالاكة ثانية (الاسم العلمي:Salacca secunda) هي نوع من النباتات يتبع جنس السالاكة من الفصيلة الفوفلية.